# Венесуэльский залив
Венесуэ́льский зали́в (исп. Golfo de Venezuela) или Марака́йбо (исп. Maracaibo) — залив на юге Карибского моря у берегов Венесуэлы, отгорожен от моря полуостровами Гуахира и Парагуана. Омывает венесуэльские штаты Сулия и Фалькон, а также колумбийский департамент Гуахира.
Длина залива 231 км, ширина у входа 98 км. В южной части залив соединяется с озером Маракайбо через бухту Табласо и пролив шириной 6,5-22 км и глубиной 11 м. Глубина самого залива изменяется от 18 до 71 м. В восточной части в берег полуострова Парагуана вдаётся небольшой залив Коро. Берега Венесуэльского залива низкие, не возделаны в силу песчаных почв. Приливы смешанные, высотой менее 1 м.
Залив был открыт европейцами в 1499 году, когда испанская экспедиция под командованием Алонсо де Охеда в сопровождении Америго Веспуччи исследовала побережье Южной Америки, собирая информацию и давая названия новым землям. Вид располагавшихся здесь индейских хижин на сваях напомнил родину А. Веспуччи, который был родом из Венеции, поэтому он назвал залив Veneziola («Маленькая Венеция»). Воды залива являются объектом приграничного спора со времён обретения Колумбией и Венесуэлой независимости от Испании в XIX веке. Испанская империя не проводила границ в этом районе, поскольку местный народ гуахиро оказывал ей сопротивление. Граница по суше была установлена в 1941 году, но вопрос территориальных вод остался нерешённым.
Залив обладает стратегической важностью как судоходный путь в Карибское море, по которому перевозят добываемую на нефтяных месторождениях на озере Маракайбо нефть. В пределах залива также имеются месторождения нефти и газа. На берегах расположены глубоководные нефтеэкспортные порты Амуай, Пунто-Кардон и Пунто-Фихо.